# Epicauta pacifica
Epicauta pacifica är en skalbaggsart som beskrevs av Maydell 1934. Epicauta pacifica ingår i släktet Epicauta och familjen oljebaggar. Inga underarter finns listade i Catalogue of Life.